# Chicago Coach & Carriage Company
Chicago Coach & Carriage Company war ein US-amerikanischer Hersteller von Automobilen.

## Unternehmensgeschichte
Das Unternehmen wurde 1898 in Chicago in Illinois zur Kutschenherstellung gegründet. Superintendent Charles Duer erhielt 1905 die Erlaubnis, einen Pkw-Prototyp zu entwickeln. 1907 begann die Serienproduktion. Der Markenname lautete Duer. Die Verkäufe liefen schlecht. 1910 endete die Fahrzeugproduktion.
Jahre später vertrieb das Unternehmen Fahrzeuge von der Owen Magnetic Motor Car Corporation.

## Fahrzeuge
Das erste Modell von 1907 wurde Model A genannt und war ein Highwheeler. Der luftgekühlte Zweizylindermotor hatte 101,6 mm Bohrung, 101,6 mm Hub, 1647 cm³ Hubraum und 12 PS Leistung. Er war unter dem Sitz montiert und trieb über Riemen die Hinterachse an. Das Fahrgestell hatte 183 cm Radstand. Die Karosserie war ein offener Runabout mit Platz für zwei Personen auf einer Sitzbank.
Die Modellbezeichnung änderte sich während der Bauzeit nicht, obwohl die Fahrzeuge weiter entwickelt wurden. 1908 wurde der Motor nach vorne zwischen die Vorderräder verlegt. Davor befand sich ein falscher Kühlergrill. Der Radstand war auf 193 cm verlängert worden.
1909 betrug der Radstand 198 cm. In dem Jahr wurde die Sitzbank durch zwei Einzelsitze ersetzt. Im gleichen Jahr gab es auch eine stärkere Variante. Die Bohrung war auf 114,3 mm erhöht worden, woraus sich 2085 cm³ Hubraum und 16 PS Leistung ergaben. Diese Ausführung hatte einen kürzerem Radstand von 188 cm und war nicht nur als zweisitziger Runabout, sondern außerdem als zweisitziges Coupé erhältlich.

## Modellübersicht
| Jahr | Modell  | Zylinder | Leistung (PS) | Radstand (cm) | Aufbau                            |
| ---- | ------- | -------- | ------------- | ------------- | --------------------------------- |
| 1907 | Model A | 2        | 12            | 183           | Runabout 2-sitzig                 |
| 1908 | Model A | 2        | 12            | 193           | Runabout 2-sitzig                 |
| 1909 | Model A | 2        | 12            | 198           | Runabout 2-sitzig                 |
| 1909 | Model A | 2        | 16            | 188           | Runabout 2-sitzig, Coupé 2-sitzig |